# 永田武
永田 武（ながた たけし、1913年6月24日 - 1991年6月3日）は、日本の地球科学者である。岩石磁気学という分野を開いた。日本の南極観測を指導した。

## 来歴・人物
愛知県岡崎市出身。第一東京市立中学、旧制第一高等学校、東京帝国大学を卒業後、東京大学地震研究所を経て東京大学教授に就任した。疎開中は挙母町（現・豊田市宮町）の浄覚寺に滞在した。奇しくも30年前に日本人で初めて南極へ向かった白瀬矗が晩年1946年同じ挙母町に転居し亡くなった後、白瀬の妻と次女タケコが浄覚寺に滞在している。1944年7月、東京大学 理学博士、論文名は「火山岩、自然残留磁気およびその地球磁気学的諸問題への応用について（英文） 」。 
戦後は、国際地球観測特別委員会委員長、南極地域観測特別委員会委員長などを歴任し、1955年に決定した日本の南極観測参加では、国内での支援体制整備や国際会議での参加意志表明などで主導的な役割を果たした。1956年から1957年にかけての第1次南極地域観測隊では隊長として参加し、“接岸不能地域”と見なされていたプリンスハラルド海岸の東オングル島における『昭和基地』の建設を指揮した。さらに派遣元の文部省の指示を覆す、現場判断の形で副隊長の西堀栄三郎以下の越冬隊を編成した。このことによって西堀と共にその名が知られることとなった。永田の強いリーダーシップは、他の南極観測関係者に大きな影響を与えただけでなく、永田の専門分野である地球物理学、特にオーロラに関する研究などを中心とした科学技術調査の追究など、その後に日本が歩んだ南極観測の方向性を明確にする多大な功績を作った。
1951年、「岩石の磁気的性質に関する地球磁気学的研究」で日本学士院賞を受賞した。1966年東レ科学技術賞受賞、1974年、文化勲章を受章し、1987年、イギリスの王立天文学会ゴールドメダルを受賞した。
1973年に発足したの初代国立極地研究所所長に1984年まで着任した。1974年に発足した火山噴火予知連絡会の初代会長に1981年まで着任した。
1991年6月3日、死去した。

## エピソード
- 南極大陸には、永田を記念して「永田山」と名付けられた山がある。
- 第1次越冬隊として共に昭和基地まで行ったオスの三毛猫は、航海中の南極観測船『宗谷』内で行われた命名コンテストで、永田の名前に因み、「たけし」と名付けられた。

- 南極から帰国後、観測船『宗谷』の船長、随伴船『海鷹丸』の船長とともに皇居に招かれ、昭和天皇の前で南極地方の探検、公開、生物、気候などについて、複数回におよぶ合同進講を行った[1]。

## 著書

### 自著
- 『平易な地球物理』 通信教育振興会、1948年。
- 『生きている地球：地震と津波の話 下』 東洋図書〈学習全書〉、1949年。
- 『夜空の光：オーロラと磁気嵐』 東洋図書〈学習全書〉、1949年。
- 『南極観測事始め：白い大陸に科学の光を』 光風社出版〈光風社選書〉、1992年、ISBN 4-87519-023-9。

### 共著
- 等松隆夫との共著『超高層大気の物理学』 裳華房〈物理科学選書6〉、1973年。

### 編著
- 『ラジオ学習図鑑』 東洋図書、1952年。
- 『リビングストン・アムンゼン』 小学館〈ジュニア版伝記全集9〉、1964年。

### 共編
- 前田憲一・畑中武夫との共編『宇宙空間の科学』 白桃書房、1960年。
- 福島直との共編『地球観測百年』 東京大学出版会、1983年、ISBN 4-13-063010-5。

## 関連書籍
- 萩原雄祐『日食』 恒星社厚生閣、1948年。
- 平凡社編『地球天文事典』 平凡社〈体系理科事典 第1〉、1958年。
- 前田憲一編『地球の物理 新版』 恒星社厚生閣〈新天文学講座 第5巻〉、1965年。

## 参考資料
- 文部省編『南極観測六年史』（1963）
- 鳥居鉄也『南極外史』（丸善、1981）
- 中西正紀「南極争奪戦：氷原のパワーゲーム」（雑誌『歴史群像』、2011年12月号）